# 镇江香醋
鎮江香醋又稱鎮江醋，中国四大名醋之一，和山西老陈醋同属北方名醋。「香」字道明鎮江醋比起其他種類的醋來說，重點在有一種獨特的香氣。鎮江醋屬於烏醋，其製作方法，是以糯米酿成米酒，再加入醋酸菌，采用固态分层发酵方法精釀陳置而成，一般需要釀製近三個星期，并且需要经过半年以上甚至5年的时间陈酿而成。
鎮江醋影響到當地飲食。江蘇鎮江地區的食品以「肴、點、麵」馳名。「肴」是水晶肴肉，「點」是蟹黄湯包、蒸餃、燒賣、大煮干丝等，「麵」是用肴湯為底煮出的麵，又称。當地人煮這些菜餚時，多以鎮江醋沾滴澆淋，鎮江醋亦為日常煮食的常用調味品，或是作為佐膳汁料，其中一種是在吃大閘蟹時，蘸上加入薑絲的鎮江醋，以中和蟹的寒性。
據日本一項有關食醋類的研究指出，鎮江醋有較高的氨基酸含量，有助抑制人體老化，預防各種老年疾病。中国工程院院士阮长耿及其科研组经过3年多的研究发现：陈酿2年以上的镇江香醋中含有川芎嗪（一种治疗心血管疾病的物质）和抗氧化的功能因子。
1985年前，镇江市仅有两家生产镇江香醋厂家，其中最主要的厂家是生产恒顺香醋的恒顺酱醋厂，即江蘇恆順集團。此后，镇江香醋成为一个被广泛使用的名牌。高峰时，镇江市有百余家镇江香醋酿造厂。全国亦有21个省级行政区生产镇江香醋。种种乱象之下，镇江香醋名声受损。为此，当地于2004年11月成立鎮江市醋業協會。次年，协会申请「镇江香醋」为集體商標。「镇江香醋」逐成为鎮江市醋業協會拥有的集體商標，已被列为中国地理标志产品。根据江苏省十二届人大常委会第二十四次会议提交审查的《镇江香醋保护条例》规定，镇江香醋必须在镇江行政区域内生产，且必须采用特殊工艺制作，这意味着镇江香醋的特殊工艺将受到法律保护。